# Pantera rossa
Pantera rossa (War Paint) è un film del 1953 diretto da Lesley Selander.
È un western statunitense con Robert Stack, Joan Taylor e Charles McGraw.

## Produzione
Il film, diretto da Lesley Selander su una sceneggiatura di Richard Alan Simmons e Martin Berkeley e un soggetto di Fred Freiberger e William Tunberg, fu prodotto da Howard W. Koch per la Bel-Air Productions e girato nella valle della morte e nei Motion Picture Center Studios, in California, dal 24 febbraio a metà marzo 1953.

## Distribuzione
Il film fu distribuito con il titolo War Paint negli Stati Uniti dal 28 agosto 1953 al cinema dalla United Artists.
Altre distribuzioni:
- in Germania Ovest il 26 marzo 1954 (Im Tal des Verderbens)
- in Svezia il 19 luglio 1954 (Krigsmålning)
- in Austria nell'agosto del 1954 (Im Tal des Verderbens)
- in Belgio (La loi du scalp)
- in Brasile (A Trilha da Amargura)
- in Cile (Peor que la muerte)
- in Spagna (Pintura de guerra)
- in Finlandia (Sotamaalaus)
- in Grecia (To apospasma plisiazei)
- in Italia (Pantera rossa)

## Promozione
La tagline è: Outdoor adventure that thunders across the screen!.